# Лев VII
Лев VII (лат. Leo; ? — 13 липня 939), сто двадцять шостий папа Римський (3 січня 936 — 13 липня 939). Був обраний завдяки впливу Альберіха II, фактичного правителя Риму. Надав значні привілеї монастирям, особливо Клюнійському монастирю.
Дозволив Фридерику, архієпископу Майнцькому вигнати з Німеччини євреїв, які не бажали прийняти хрещення.

## Вибори
Обрання Лева VII Папою Римським у 936 році, після смерті Папи Іоанна XI, забезпечив Альберіх II Сполето, правитель Риму того часу. Альберік хотів обрати папу так, щоб папство продовжувало підкорятися його владі. Лев був священиком церкви Сан-Сісто-Веккьо в Римі, вважався бенедиктинським монахом. Він не мав особливих амбіцій щодо папства, але погодився під тиском.